# Renaud Cestre
Renaud Cestre est un acteur français né en 1985 à Clamecy (Nièvre).

## Biographie

### Jeunesse et études
Son grand-père, Pierre Cestre, banquier, avec d'autres bons vivants, offrait des spectacles et sketches de rue à Clamecy, grimé en clown, pour redonner un sourire au visage des enfants meurtris par la guerre et aider les nécessiteux.
À 18 ans, Renaud monte à Paris pour suivre les cours Florent. Son premier rôle vient grâce à Caroline Huppert.

## Filmographie

### Cinéma

#### Longs métrages
- 2005 : Nos chères têtes blondes  de Charlotte Silvera, ressorti en 2011 sous le titre Escalade - Rôle de Géa.
- 2010 : Équinoxe de Laurent Carcélès : Michel
- 2011 : Escalade de Charlotte Silvera
- 2013 : Les Garçons et Guillaume, à table ! de Guillaume Gallienne : le frère aux cheveux bouclés
- 2010 : Un prince (presque) charmant  de Philippe Lellouche
- 2013 : Lucy de Luc Besson

#### Courts métrages
- 2003 : Invisibleue de Victor Saumont
- 2003 : Parcours de combattant de Jean-Louis Laval
- 2004 : La Casse du siècle de Victor Saumont
- 2005 : Tour commence de Kimiya Mery
- 2010 : Porteur d'hommes d'Antarès Bassis
- 2010 : Pompe funèbre
- 2010 : Rollerboy de David Méanti

### Télévision
- 1998 : La Façon de le dire de Sébastien Grall
- 2003 : Mon fils cet inconnu de Caroline Huppert
- 2004 : Le Proc (Episode "Accident mortel) de Klaus Biedermann
- 2004 : Élodie Bradford (saison 1, épisode 4 : Intouchables)
- 2004 : Les Monos
- 2004 : Mademoiselle Gigi de Caroline Huppert
- 2004 : Le fond de l'air est frais de Laurent Carcélès
- 2005 : Le Voyageur de la Toussaint de Philippe Laïk
- 2006 : Joséphine, ange gardien (Episode : L’ange des casernes) de Luc Goldenberg
- 2006 : R.I.S. Police scientifique (Episode : Le cercle des initiés - Partie 1 sur 2) de Dominique Tabuteau (rôle de Florent Bassano)
- 2006 : R.I.S. Police scientifique (Episode : Le cercle des initiés - Partie 2 sur 2) de Dominique Tabuteau (rôle de Florent Bassano)
- 2007 : La vie sera belle d'Edwin Baily - Rôle de Jacques Naudin.
- 2007 : Marie et Madeleine de Joyce Buñuel : rôle de Julien.
- 2008 : Nicolas Le Floch d'Edwin Baily (Episode 1.1-L'homme au ventre de plomb)
- 2008 : Le Gendre idéal d'Arnaud Sélignac
- 2009 : Famille d'accueil (Episode : L'autre peine) de Bertrand Arthuys
- 2011 : L'Amour en jeu de Jean-Marc Seban
- 2009 : Le Gendre idéal 2 d'Arnaud Sélignac
- 2012 : Louis la Brocante de Michel Favart : Augustin Jansen, le neveu de Maryvonne et Louis (1 épisode : Louis et le troisième larron)
- 2014 : Joséphine, ange gardien
- 2014 : Un père coupable
- 2020 : Caïn (saison 8, épisode 5) de Thierry Petit (rôle de Lucas Parondi)
- 2022 : Fille de paysan de Julie Manoukian (rôle du journaliste Jérémie)

## Théâtre
- 2002 : Hedda Gabler d'Henrik Ibsen
- 2004 : Arlequin serviteur de deux maîtres de Carlo Goldoni
- 2004 : Le Sanglier d'Olivier Py